# Fjordstien
Fjordstien med rutenummeret 40 er en 275 km lang sti i det nordvestlige Sjælland, der løber hele vejen rundt om såvel Isefjord som Roskilde Fjord og herved også rundt om Hornsherred. En del af stien går dog også over Orø. Stien er anlagt omkring år 2000 af de 3 daværende amter i området: Frederiksborg Amt, Vestsjællands Amt og Roskilde Amt.
Stien består dels af eksisterende uasfalterede mark- og skovveje, men også af nyanlagte asfalterede ruter. Stibredden betyder, at strækningen henvender sig til cyklister og fodgængere. Desuden er fire færgeruter en del af Fjordstien. Langs ruten er der mulighed for overnatning på hoteller, kroer og på natur- og campingpladser.
Stien følger ofte de to fjordes kyster og går gennem skove og bakkede landskaber, moser, landsbyer og købstæder som Frederikssund og Roskilde, og undervejs passeres blandt andet kirker, godser og vandmøller.
Der er udgivet syv Fjordsti-foldere:
- Rute 1: Kongsøre – Rørvig
- Rute 2: Hundested – Frederiksværk
- Rute 3: Frederiksværk – Frederikssund
- Rute 4: Frederikssund – Roskilde
- Rute 5: Roskilde – Holbæk
- Rute 6: Kulhuse – Vellerup
- Rute 7: Frederikssund – Skibby